# Чучумов, Игорь Юрьевич
Игорь Юрьевич Чучумов (род. 7 июля 1972, Невьянск, Свердловская область) — российский борец греко-римского стиля. Чемпион России. Мастер спорта России международного класса. Тренер.

## Карьера
Занимался в Невьянске у Михаила Савина. После перебрался в Пермь. В январе 2001 года в Перми, одолев в финале Олега Бердинских из Тюменской области стал чемпионом России. В 2001 году завершил спортивную карьеру. После чего работает тренером. Среди его воспитанников Сергей Петров.

## Спортивные результаты
- Чемпионат России по греко-римской борьбе 1997 — ;
- Чемпионат России по греко-римской борьбе 2001 — ;